# Procter & Gamble
Procter & Gamble ili skraćeno P&G je preduzeće osnovano 1837. godine. Firma je počela kao mala, porodična proizvodnja sapuna i sveća u Sinsinatiju, Ohajo, SAD. Danas preduzeće P&G proizvodi više od 250 robnih marki, za više od pet milijardi potrošača u 140 država sveta.

## Osnivanje
Vilijam Prokter proizvođač sveća, emigrant iz Engleske i proizvođač sapuna Džejms Gambl emigrant iz Irske, možda se nikada ne bi sreli da nisu oženili dve sestre, Oliviju i Elizabet Noris. Otac sestara uverio je svoje zetove da se udruže i postanu poslovni partneri. Na predlog Aleksandra Norisa, 1837. rođeno je novo, smeono poduzeće: Proter & Gamble.
Džejms Noris Gambl, sin osnivača i hemičar, 1879. je razvio cenovno pristupačan beli sapun koji je svojom kvalitetom bio konkurentan visokokvalitetnim uvoznim sapunima. Ime „Ajvori” (slonovača) činilo se savršenim za belinu sapuna, blagost i dugotrajnost kvaliteta. Harli Prokter uverio je partnere da ulože 11 000 $ u oglašavane sapuna Ajvori po prvi put u nacionalnim nedeljnim novinama.
Kao reakcija na lokalne i nacionalne radničke nemire, 1887. P&G je uveo novi program deljenja dobiti radnicima. Ovim dobrovoljnim programom, u koji je bio uveren Vilijam Kuper Prokter, unuk osnivača, radnicima je dat udeo u vlasništvu kompanije. Vilijam Kuper Prokter je želeo ovim programom da pokaže zaposlenima koliko je važna njihova uloga u uspehu kompanije.
Firma je izgrađena inovacijama, do 1890. P&G je prodavao više od 30 vrsta različitih sapuna. Podsticana inovativnim reklamiranjem, uključujući oglase u boji u nacionalnim časopisima, potražnja za sapunima preduzeća P&G kontinuirano je rasla. Kako bi zadovoljila rastuću potražnju, forma P&G počela je da širi svoje pogone izvan Sinsinatija. P&G je osnovao analitičku laboratoriju u Ajvoridejlu, gde je proučavan i unapređivan proces proizvodnje sapuna. Bila je to jedna od prvih laboratorija za istraživanje proizvoda u američkoj industriji.
Inovacije su podsticane istraživanjem, razvojem i na dubokom razumevanju potreba potrošača, prikupljenih putem inovativnog P&G pristupa istraživanju tržišta. Za marketinško oglašavanje takođe su se koristile inovativne tehnike, kao na primjer radio „sapunice”, deljenje uzoraka i promotivne nagradne igre.

## Istorija
Već 1911. P&G je predstavio Krisko, prvu potpuno biljnu mast za hrskavo testo. Krisko je predstavljao zdraviju alternativu u kulinarstvu od masti životinjskog porekla, a i cenovno je bio prihvatljiviji od maslaca.
Vilijam Kuper Prokter 1919. je nastavio u nastojanjima institucionalizovanja odnosa između firme i njenih zaposlenika. Tačke ugovora su revidirane kako bi se uključila direktiva u kojoj stoji: „interesi firme i njenih zaposlenika su nerazdvojivi”.
Sezonska kupovina P&G proizvoda od strane veletrgovaca imala je za posledicu neujednačenost potreba za proizvodnjom i privremena otpuštanja radnika u pogonima Ajvoridejl. Kao reakciju, P&G je najavio plan samostalne direktne prodaje maloprodajama i zaposlio 450 trgovačkih putnika. Ovim potezom stabilizovana je proizvodnja, redukovana su povremena otpuštanja radnika i ultimatno je izmenjen način na koji su poslovale trgovine mješovitom robom.
Krajem 1939, samo pet meseci nakon što je uvedena televizija u SAD-u, tokom prve televizijski prenošene prvoligaške bejzbol utakmice P&G je emitirao prvu TV reklamu (za sapun Ajvori).
Do 1945. firma P&G postala je vredna gotovo 350 miliona dolara. Njeni proizvodi bili su popularni širom SAD-a i Kanade, i kompanija je poduzela prve korake ka proširenju poslovanja na prekookeanske zemlje, preuzimanjem Engleske firme Tomas Hedli & Komp. Nakon 108 godina poslovanja, firma P&G bila je spremna za nagli rast.
Nove zemlje i nagli rast potražnje proizvoda dovode do potrebe povećanja ponude. Firma je 1946. proizvela deterdžent Tajd, najznačajniji novi proizvod nakon sapuna Ajvori. Tajd je bio znatno bolji od drugih proizvoda na tržištu. Ubrzo je njegova prodaja postala toliko uspešna da je omogućila finansiranje brzog razvoja kompanije: razvitak novih proizvodnih linija i ulazak na nova tržišta širom sveta. U godinama koje su sledile nakon uvođenja Tajda na tržište, P&G je razvio nekoliko novih poslovnih područja. Krest, prva pasta za zube s fluorom, osvojila je vodeću tržišnu poziciju podržana po prvi put izdanom službenom preporukom Američkog udruženja zubara. Tehnologija proizvodnje pulpe podstaknula je pokretanje proizvodnje toaletnog papira i maramica. Kompanija P&G doslovno je stvorila kategoriju jednokratnih pelena uvođenjem Pampers pelena 1961. Najvažniji je ipak kompanijin rastući interes za međunarodno poslovanje. Uvereni da uspeh firme na novim tržištima zahteva lokalnu prisutnost u tim zemljama, firma P&G je započela da osniva poslovanje, prvo u Meksiku, zatim u Evropi i Japanu.
Od 1980. kompanija je učetvorostručila broj potrošača koje opskrbljuje sa 250 robnih marki – oko pet milijardi ljudi širom sveta. Te robne marke uključuju Pampers, Tix, Ariel, Always, Pantene, Head&Shoulders, Lenor, Old Spice i Blend-a-med.
P&G 2005. kupuje Gillette kompaniju za 57 milijardi američkih dolara. Tim potezom P&G ostvaruje veliku zaradu (Gillette Fusion doživljava najbrži porast prodaje te je to P&G brand koji je postigao milijardu dolara zarade u godišnjoj prodaji) s time je preuzeo i uspešne firme u vlasništvu Gileta, poput Duracela i Maha 3.

## danas
Prema tržišnoj vrednost i vrednosti deonica Procter & Gamble ubraja se u 15 najuspešnijih svetskih kompanija. Godišnji promet iznosi 40 milijardi dolara.
Prema anketi koju provode časopis Fortune i najveća svetska revizorsko-savetnička firma PriceWaterhouseCoopers, P&G zauzima 15 mesto među svetski 50 najcenjenijih kompanija, te je vodeća kompanija u sektoru deterdženata i kozmetike. Spada među tri najcenjenije svetske kompanije u kategoriji društvene odgovornosti i globalnosti.
Preduzeće P&G danas ima pogone u više od 70 zemalja, a proizvodi se prodaju u više od 140 zemalja čineći je jednom od najvećih i najuspešnijih kompanija široke potrošnje u svetu. Preduzeće je snažan pokretač ekonomskog napretka i blagostanja širom sveta. Zapošljava više od 120 000 ljudi.

### Proizvodi
Oko 22 P&G robne marke imaju više od milijarde dolara neto godišnje prodaje, a drugih 18 robnih marki imaju godišnju prodaju između 500 miliona dolara i 1 milijarde dolara.
Robne marke vredne nekoliko milijardi dolara i najpoznatiji proizvodi
- [6] je brand ženskih proizvoda koji se prodaju prvenstveno u azijskim tržištima i u području istočne Evrope.
- Ariel[7] je marka deterdženta za pranje rublja dostupna u brojnim oblicima i mirisima.
- Ambi Pur, brand mirisa za prostorije
- je brand papirnatih ubrusa koji se prodaju u Sjedinjenim Američkim Državama i Kanadi.
- je linija parfema namenjena muškarcima i ženama
- je brand za električne brijače, aparate za njegu kose i raznih malih aparata.
- Bruno Banani[8] je brand parfema namenjenih muškarcima i ženama
- Kristina Agilera[9] su mirisi poznate pevačice namenjeni ženama
- je brand ženske kozmetike.
- je brand za pastu za zube i proizvoda izbeljivanje zuba
- je brand deterdženta za pranje suđa.
- su proizvodi poput parfema i nakita
- je omekšivač.
- Dreft[10] je brand deterdženta i praška za rublje, sapuna, tekućeg deterdženta za suđe te vlažnih maramica za bebe.
- [11] je brand baterija i svetiljki, te u novije vreme punjača i sličnih proizvoda.
- [12] su proizvodi namenjeni životinjama. Najpoznaziji proizvodi Eukanube su hrana za pse i mačke.
- [13] je brand za muškarce koji zbog mokrog brijanja pomoću britvice doživljava najbrži porast prodaje, te je to jedini P&G brand koji je postigao 1 milijardu dolara zarade u godišnjoj prodaji.
- je brand deterdženta za pranje rublja i omekšivača.
- [14] je brand brijača i proizvoda za muškarce.
- je brand parfema namenjenih muškarcima i ženama
- [15] je brand šampona za kosu.
- [16] su proizvodi namenjeni nezi kose žena.
- [17] je brand deterdženta za suđe.
- je brand parfema namenjenih muškarcima i ženama, i odeća
- [18] je brand kozmetičkih proizvoda za žene.
- r linija sredstava za čišćenje
- je brand parfema namenjenih ženama
- [19] je uz Always najprodavaniji proizvod za pomoć žena u menstruaciji, najznačajniji proizvodi su higijenski ulošci.
- je brand ženskih proizvoda za njegu kože.
- [20] je marka proizvoda za muškarce.
- [21] je brand četkica za zube, i Oral Care proizvoda.
- [22] je brand jednokratnih pelena i drugih proizvoda za njegu beba.
- [23] je brand proizvoda za njegu kose.
- Puma[24], mirisi za muškarce i žene
- je brand čipsa.
- se marka proizvoda za negu kose, najčešće se prodaju u Aziji.
- [25] je robna marka deterdženta za pranje rublja.
- [26] je brand proizvoda za brijanje žena.
- je ime proizvoda za njegu kose (šamponi, regeneratori i boje za kosu).

## Kontroverze
Sa kompanijom je povezano nekoliko većih kontroverzi.

### Bivši logo preduzeća
Raniji logo sadržavao je 13 zvezdica koje su predstavljale američke kolonije. Takođe se povezivao i sa sotonizmom o čemu je pisao i Glas Koncila.

### Smrti uzrokovane tamponima
Toksični šok sindrom (TSS) je bolest uzrokovana bakterijom Staphylococcus aureus. Većina ljudi ima ove bakterije u telu na mestima kao što su nos, koža, intimni delovi, te su bakterije na tim mestima bezopasne. Toksični šok sindrom može zahvatiti bilo koga, ali je često povezan s tamponima. Godine 1980. pojavilo se 814 toksičnih šok sindroma vezanih uz menstruaciju, a 38 ljudi je umrlo od posledica bolesti. Većinom su bile žene koje su koristile upijajuće sintetičke tampone napravljene od Relija, robne marke preduzeća P&G. Rely tampon je bio toliko izdržljiv da je žena mogla držati jedan tampon tokom celog menstrualnog ciklusa. Za razliku od drugih tampona baziranih na pamuku i svili, Rely je bio načinjen od karboksimetalne celuloze i komprimiranih zrna od poliestera za apsorpciju. Materijali koji su se koristili u Relju su bili uzrok povećanja količine tečnosti unutar vagine, što je rezultiralo povećanim otpuštanjem otrova Staphylococcus aureus u organizam i na kraju dovelo do smrti.
Slogan koji je koristio Procter & Gamble za proizvod je bio „Rely. Čak upija i brigu.”
Već za mesec dana, u septembru 1980. nakon što je Američki Centar za katastrofe potvrdio da su uzroci smrti bili tamponi, P&G je povukao Rely tampone sa tržišta. Nakon što se stanje u javnosti smirilo, 1983. P&G je stavio novi proizvod na svetsko tržište, tampone Always poznate i pod imenom Whisper u Japanu, Singapuru, Indiji, Kini, Koreji, Filipinima, Pakistanu, Tajlandu i Indoneziji.

### Testiranje na životinjama
Prema rečima raznih organizacija za zaštitu životinja, Procter & Gamble i danas „proizvodi krvavo”, tj. radi testiranja proizvoda odgovoran je za okrutnu smrt hiljada životinja godišnje. Svake se godine u maju organizovano bojkotiraju proizvodi P&G i protiv njega se širom sveta organiziraju razna svedočenja. Bez obzira na svedočenja P&G nastavlja jeftino testiranje proizvoda na životinjama i ne ulaže novac u istraživanje alternativnih načina testiranja proizvoda. Dok, na primer, štednje nema u oglašavanju gde se troše milioni dolara.

## Literatura
- McGuigan, Lee, "Procter & Gamble, Mass Media, and the Making of American Life," Media, Culture, and Society 37 (September 2015), pp. 887–903.
- John Kominicki, "James Gamble's Candles And Soap Lit Up Profit: Do It Right: He helped put P&G on an ethical path to top", Los Angeles: Investor's Business Daily, March 6, 2015, p. A3.

## Spoljašnje veze
- Zvanični veb-sajt